# 亞美尼亞禮天主教波蘭教長區
亞美尼亞禮天主教波蘭教長區（拉丁語：Ordinariatus Poloniae）是一個服務波蘭亞美尼亞禮東儀天主教教友的教長區，直屬聖座。
教長區成立於1981年。2009年有三名司鐸、一個堂區、600名教友。現任教長為卡齊米日·尼茨。